# Panicum glanduliferum
Panicum glanduliferum är en gräsart som beskrevs av Karl Moritz Schumann. Panicum glanduliferum ingår i släktet vipphirser, och familjen gräs. Inga underarter finns listade i Catalogue of Life.